# A Japanese Peach Boy
A Japanese Peach Boy è un cortometraggio muto del 1910 diretto da Ashley Miller. Il soggetto è firmato da Madame Pilar-Morin che fu anche protagonista del film insieme a Gladys Hulette.

## Produzione
Il film fu prodotto dalla Edison Manufacturing Company.

## Distribuzione
Distribuito dalla General Film Company, il film - un cortometraggio in una bobina - uscì nelle sale cinematografiche statunitensi il 1º febbraio 1910.